# Liste von Burgen, Schlössern und Festungen im Département Alpes-Maritimes
Die Liste von Burgen, Schlössern und Festungen im Département Alpes-Maritimes listet bestehende und abgegangene Anlagen im Département Alpes-Maritimes auf. Das Département zählt zur Region Provence-Alpes-Côte d’Azur in Frankreich.

Wappen des Départements Alpes-Maritimes (06)
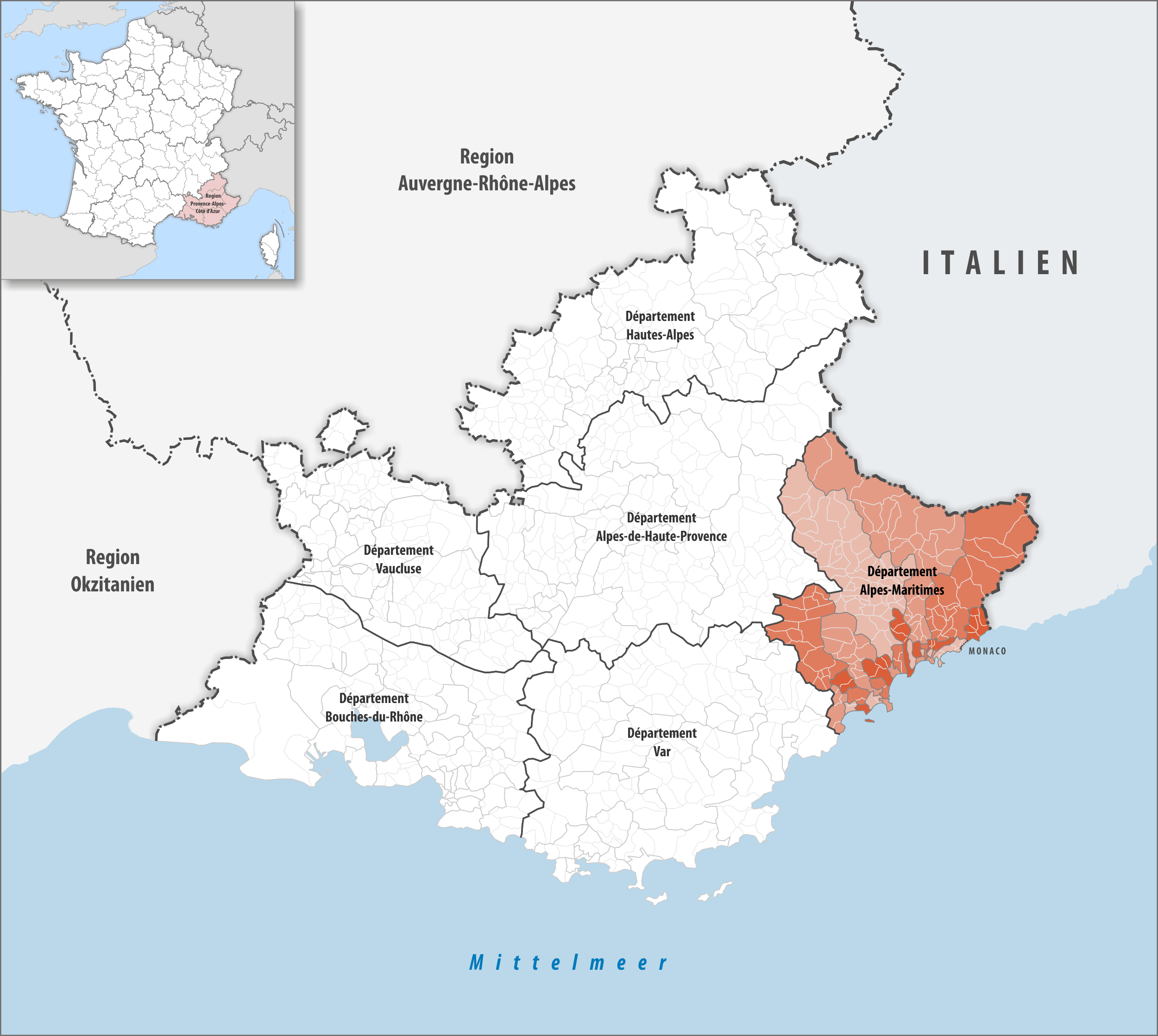
Lage des Départements Alpes-Maritimes in der Region Provence-Alpes-Côte d’Azur
Lage der Region Provence-Alpes-Côte d’Azur in Frankreich

## Liste
Bestand am 19. Oktober 2022: 193
| Name deu / fra                                                                          | Gemeinde / Lage                               | Typ (Untertyp)             | Bemerkungen | Bild |
| --------------------------------------------------------------------------------------- | --------------------------------------------- | -------------------------- | --- | ---- |
| Schloss Agecroft Château d'Agecroft                                                     | Mandelieu-la-Napoule 43,519077° N, 6,93938° O | Schloss                    | |      |
| Burg Agôts Château au hameau des Agôts                                                  | Amirat 43,885745° N, 6,822329° O              | Burg                       | Ehemalige Burg im Weiler Agôts, Grundmauern freigelegt                                                                             |      |
| Schloss L’Aiguetta Château de l'Aiguetta                                                | Èze 43,733908° N, 7,357158° O                 | Schloss                    | |      |
| Schloss L’Anglais Château de l'Anglais                                                  | Nizza 43,688024° N, 7,295136° O               | Schloss                    | |      |
| Burg Annibal Grimaldi Château d'Annibal Grimaldi                                        | Tourette-du-Château 43,882078° N, 7,142609° O | Burg                       | Ruine, eine ehemalige Burg des Annibal Grimaldi, Graf von Beuil (1557–1621), nach Verrat dort hingerichtet und die Burg geschleift |      |
| Stadtbefestigung von Antibes Remparts d'Antibes                                         | Antibes 43,582946° N, 7,128673° O             | Festung (Stadtbefestigung) | |      |
| Burg Aspremont Château d'Aspremont                                                      | Aspremont 43,783455° N, 7,24418° O            | Burg                       | Ruine, mittelalterliche Befestigungen, überbaut                                                                                    |      |
| Burg Auvare Château d'Auvare                                                            | Auvare 43,988442° N, 6,908635° O              | Burg                       | Überbaut durch den Ort |      |
| Schloss Azur Château d'Azur                                                             | Nizza 43,734936° N, 7,26654° O                | Schloss                    | |      |
| Schloss Bairols Château de Bairols                                                      | Bairols                                       | Schloss                    | Ruine |      |
| Fort Le Barbonnet Fort du Barbonnet                                                     | Sospel                                        | Festung (Bergfestung)      | Im 19. Jahrhundert erbaut und in den 1930er Jahren als Teil der Maginot-Linie erneuert                                             |      |
| Schloss Barla Château de Barla                                                          | Nizza 43,685691° N, 7,231773° O               | Schloss (Palais)           | Um 1870 als Marmorpalast erbaut, heute das Peruanische Konsulat                                                                    |      |
| Festung Le Bastionnet Remparts Le Bastionnet                                            | Villefranche-sur-Mer                          | Festung                    | |      |
| Schloss La Begude Château de la Begude                                                  | Opio                                          | Schloss                    | |      |
| Schloss Bellet Château de Bellet                                                        | Nizza 43,748766° N, 7,209972° O               | Schloss (Weingut)          | Die Weinlagen wurden bereits im Altertum von den Griechen angelegt, heute steht auf dem modernen Anwesen eine Kapelle              |      |
| Burg Bézaudun Château de Bézaudun-les-Alpes                                             | Bézaudun-les-Alpes                            | Burg                       | Eine alte Burg mit Turm im Zentrum des Ortes auf dem höchsten Punkt                                                                |      |
| Burg Bonson Château de Bonson                                                           | Bonson                                        | Burg                       | Reste einer alten Burg im Zentrum des Ortes auf dem höchsten Punkt                                                                 |      |
| Burg der Herren von La Brigue Château des Seigneurs de la Brigue (Château Lascaris)     | La Brigue                                     | Burg                       | Ruine |      |
| Schloss Cachiardi de Montfleury Château de Cachiardi de Montfleury                      | Breil-sur-Roya                                | Schloss                    | |      |
| Schloss Le Caire Château du Caire                                                       | Tourrettes-sur-Loup                           | Schloss                    | |      |
| Turm Les Calvys Tour des Calvys                                                         | Le Cannet                                     | Burg (Turm)                | |      |
| Schloss Cannes Château de Cannes                                                        | Cannes                                        | Schloss                    | Im Viertel Le Suquet, heute das Musée des explorations du monde                                                                    |      |
| Schloss Cap-Martin Chateau de Cap-Martin                                                | Roquebrune-Cap-Martin                         | Schloss                    | |      |
| Palais Carnolès                                                                         | Menton                                        | Schloss (Palais)           | |      |
| Fort Carré                                                                              | Antibes                                       | Festung                    | |      |
| Burg Carros Château de Carros                                                           | Carros 43,792625° N, 7,186901° O              | Burg                       | |      |
| Burg La Cassette Château La Cassette                                                    | Massoins                                      | Burg                       | Ruine |      |
| Schloss Castel Floréa Château Castel Floréa                                             | Villefranche-sur-mer                          | Schloss                    | |      |
| Burg La Castel-Vieil Château La Castel-Vieil                                            | La Roquette-sur-Var                           | Burg                       | Ruine |      |
| Turm Castellar Tour Castellar                                                           | Castellar                                     | Burg (Turm)                | |      |
| Burg Castellaras de Thorenc Castellaras de Thorenc                                      | Andon                                         | Burg                       | Ruine |      |
| Schloss Castellaras Château de Castellaras                                              | Mouans-Sartoux                                | Schloss                    | |      |
| Schloss Le Castellet Château du Castellet                                               | Saint-Jeannet                                 | Schloss                    | Ruine |      |
| Schloss La Causéga Château de la Causéga                                                | Fontan                                        | Schloss                    | |      |
| Fort Central                                                                            | Tende                                         | Festung                    | |      |
| Villa Champfleuri                                                                       | Cannes                                        | Schloss (Villa)            | 1880 errichtet |      |
| Burg Châteauneuf-Villevieille Château de Châteauneuf-Villevieille                       | Châteauneuf-Villevieille                      | Burg                       | Ruine |      |
| Batterie Le Cimetière Russe Batterie du cimetière Russe                                 | Nizza                                         | Festung (Batterie)         | |      |
| Schloss Cipières Château de Cipières                                                    | Cipières                                      | Schloss                    | |      |
| Schloss Clavary Château de Clavary                                                      | Auribeau-sur-Siagne                           | Schloss                    | |      |
| Fort de Colomars                                                                        | Colomars                                      | Festung (Fort)             | |      |
| Batterie La Convention Batterie de la Convention                                        | Sainte-Marguerite                             | Festung (Batterie)         | |      |
| Schloss Les Corporandy d’Auvare Château des Corporandy d'Auvare                         | La Croix-sur-Roudoule                         | Schloss                    | |      |
| Schloss Courmettes Château de Courmettes                                                | Tourrettes-sur-Loup                           | Schloss                    | |      |
| Stadttor Coursegoules Porte fortifiée de Coursegoules                                   | Coursegoules                                  | Burg                       | Befestigtes Stadttor |      |
| Schloss Crémat Château de Crémat                                                        | Nizza                                         | Schloss                    | |      |
| Schloss La Croë Château de la Croë                                                      | Antibes                                       | Schloss                    | |      |
| Schloss La Croix des Cardes Château de la Croix des Cardes                              | Cannes                                        | Schloss                    | |      |
| Schloss Le Croûton Château du Croûton                                                   | Juan-les-Pins                                 | Schloss                    | |      |
| Turm La Cruella Tour de la Cruella                                                      | Breil-sur-Roya                                | Burg (Turm)                | Ruine |      |
| Schloss Diodato Riviera Château Diodato Riviera                                         | Roquebrune-Cap-Martin                         | Schloss                    | |      |
| Fort La Drète Fort de la Drète                                                          | Nizza                                         | Festung (Fort)             | |      |
| Schloss Duce Château de Duce                                                            | Tende                                         | Schloss                    | |      |
| Villa Les Dunes Villa des Dunes                                                         | Cannes                                        | Schloss (Villa)            | 1868 errichtet |      |
| Schloss Eléonore Château Eléonore                                                       | Cannes                                        | Schloss (Villa)            | |      |
| Schloss L’Ermitage Château de l'Ermitage                                                | Cap-d’Ail                                     | Schloss                    | Ende des 19. Jahrhunderts errichtet                                                                                                |      |
| Schloss L’Esperon Château de l'Esperon                                                  | Villars-sur-Var                               | Schloss                    | |      |
| Burg Èze Château d'Èze                                                                  | Èze                                           | Burg                       | Ruine |      |
| Villa Fiorentina                                                                        | Cannes                                        | Schloss (Villa)            | Ab 1880 errichtet |      |
| Fort La Forca Fort de la Forca                                                          | Seealpen                                      | Festung (Fort)             | |      |
| Schloss Gairaut Château de Gairaut                                                      | Nizza                                         | Schloss                    | |      |
| Schloss La Gardiola Château de la Gardiola                                              | Coaraze                                       | Schloss                    | |      |
| Schloss Garibondy Château de Garibondy                                                  | Le Cannet                                     | Schloss                    | |      |
| Schloss La Garoupe Château de la Garoupe                                                | Antibes                                       | Schloss                    | |      |
| Burg Gattières Château de Gattières                                                     | Gattières                                     | Burg                       | Ruine |      |
| Schloss La Gaude Château de la Gaude                                                    | Saint-Jeannet                                 | Schloss                    | |      |
| Tor Gênes Porte de Gênes                                                                | Breil-sur-Roya                                | Burg (Stadttor)            | |      |
| Fort de Giaure                                                                          | Tende                                         | Festung                    | |      |
| Burg Gilette Château de Gilette                                                         | Gilette                                       | Burg                       | Ruine |      |
| Befestigungen von Gourdon Remparts de Gourdon                                           | Gourdon                                       | Burg (Befestigungen)       | |      |
| Schloss Gourdon Château de Gourdon                                                      | Gourdon                                       | Schloss                    | Heute ein Museum für Art déco, antike Waffen und Gemälde                                                                           |      |
| Burg der Grafen von Grasse Château des comtes de Grasse                                 | Le Bar-sur-Loup                               | Burg                       | Reste eines Donjon |      |
| Schloss der Grafen von Malaussène Château des comtes de Malaussène                      | Gorbio                                        | Schloss                    | |      |
| Schloss Gréolières Château de Gréolières                                                | Gréolières                                    | Schloss                    | Ruine |      |
| Schloss Grimaldi Château Grimaldi                                                       | Antibes                                       | Burg (später Schloss)      | Heute ein Picasso-Museum, Pablo Picasso hatte hier ein Atelier                                                                     |      |
| Turm Grimaldi Tour Grimaldi                                                             | Antibes                                       | Burg (Turm)                | War Teil der mittelalterlichen Stadtbefestigung                                                                                    |      |
| Burg Les Grimaldi Château des Grimaldi                                                  | Ascros                                        | Burg                       | Ruine |      |
| Burg Grimaldi Château Grimaldi                                                          | Cagnes-sur-Mer                                | Burg                       | Donjon erhalten |      |
| Schloss Hautes Gréolières Château de Hautes Gréolières                                  | Gréolières                                    | Schloss                    | |      |
| Palast der Herzöge von Savoyen Palais des ducs de Savoie (Palais des rois de Sardaigne) | Nizza                                         | Schloss (Palais)           | Heutige Präfektur von Nizza |      |
| Schloss Jane Andrée Château Jane Andrée                                                 | Antibes                                       | Schloss                    | |      |
| Schloss Les Lascaris Château des Lascaris                                               | Gorbio                                        | Schloss                    | |      |
| Palais Lascaris                                                                         | Nizza                                         | Schloss (Palais)           | |      |
| Burg Lascaris Château Lascaris                                                          | Tende                                         | Burg                       | Ruine |      |
| Schloss Leliwa Château Leliwa                                                           | Nizza                                         | Schloss                    | |      |
| Schloss La Leopolda Villa La Leopolda                                                   | Villefranche-sur-Mer                          | Schloss (Villa)            | |      |
| Abteiburg Lérins Monastère fortifié de l'abbaye de Lérins                               | Cannes                                        | Burg (Kloster)             | |      |
| Schloss Loda Château de Loda                                                            | Lantosque                                     | Schloss                    | |      |
| Villa Les Lotus                                                                         | Cannes                                        | Schloss (Villa)            | Im 19. Jahrhundert errichtet |      |
| Schloss Louis XIII Château Louis XIII                                                   | Cannes                                        | Schloss                    | |      |
| Burg Lucéram Château de Lucéram                                                         | Lucéram                                       | Burg                       | Ruine |      |
| Turm La Madone Tour de la Madone (Château de La Garde)                                  | Villeneuve-Loubet                             | Burg (Turm)                | Ruine |      |
| Burg Malmorte Château de Malmorte                                                       | Saorge                                        | Burg                       | Ruine |      |
| Schloss Le Malvan Château du Malvan                                                     | Vence                                         | Schloss                    | |      |
| Fort La Marguerie Fort de la Marguerie                                                  | Tende                                         | Festung (Fort)             | |      |
| Burg Marie Château de Marie                                                             | Marie                                         | Burg                       | Reste einer mittelalterlichen Burg, in der Neuzeit überarbeitet                                                                    |      |
| Schloss Marie-Henriette Levin Château de Marie-Henriette Levin                          | Roquebrune-Cap-Martin                         | Schloss                    | |      |
| Schloss Marly Château Marly                                                             | Menton                                        | Schloss                    | |      |
| Burg Menton Tour fortifié de Menton                                                     | Menton                                        | Burg (Turm)                | Ruine |      |
| Festung Menton Bastion de Menton                                                        | Menton                                        | Festung (Zitadelle)        | Ehemalige Bastion direkt am Hafen, heute das Museum Jean Cocteau                                                                   |      |
| Fort Les Mille-Fourches Fort des Mille-Fourches                                         | Seealpen                                      | Festung                    | |      |
| Fort Le Mont Alban Fort du mont Alban                                                   | Nizza                                         | Festung                    | |      |
| Fort Le Mont Boron Fort du Mont Boron                                                   | Nizza                                         | Festung                    | |      |
| Fort Le Mont Chauve Fort du Mont Chauve                                                 | Aspremont                                     | Festung (Fort)             | Ende des 19. Jahrhunderts auf dem Gipfel des Mont Chauve d'Aspremont errichtet                                                     |      |
| Fort Le Mont Chauve de Tourrette Fort du Mont Chauve de Tourrette                       | Tourrette-Levens                              | Festung                    | Ende des 19. Jahrhunderts auf dem Gipfel des Mont Chauve de Tourrette errichtet                                                    |      |
| Fort Le Mont-Agel Fort du Mont-Agel                                                     | Sainte-Agnès                                  | Festung (Fort)             | |      |
| Fort Le Mont Ours Fort du Mont Ours                                                     | Peille                                        | Festung                    | |      |
| Schloss Montfort Château de Montfort                                                    | La Colle-sur-Loup                             | Schloss                    | |      |
| Schloss Mouans Château de Mouans                                                        | Mouans-Sartoux                                | Schloss                    | |      |
| Burg Mougins Château de Mougins                                                         | Mougins                                       | Burg                       | |      |
| Burg La Napoule Château de la Napoule                                                   | Mandelieu-la-Napoule                          | Burg                       | |      |
| Burg Nizza Château de Nice                                                              | Nizza                                         | Burg                       | Ruine |      |
| Schloss Notre Dame des Fleurs Château Notre Dame des Fleurs                             | Vence                                         | Schloss                    | |      |
| Turm L’Olivette Tour de l'Olivette                                                      | Antibes                                       | Burg (Turm)                | Cap d’Antibes |      |
| Schloss Les Ollières Château des Ollières                                               | Nizza                                         | Schloss                    | |      |
| Tor L’Orme Porte de l'Orme                                                              | Antibes                                       | Burg (Stadttor)            | |      |
| Schloss Pégomas Château de Pégomas                                                      | Pégomas                                       | Schloss                    | |      |
| Schloss Peille Château de Peille                                                        | Peille                                        | Schloss                    | |      |
| Fort La Pelousette Fort de la Pelousette                                                | Saint-Dalmas-le-Selvage                       | Festung (Fort)             | |      |
| Burg La Penne Château de La Penne                                                       | La Penne                                      | Burg                       | Ruine |      |
| Fort Pépin                                                                              | Tende                                         | Festung                    | |      |
| Fort Pernante                                                                           | Tende                                         | Festung                    | |      |
| Fort Le Pic Charvet Fort du Pic Charvet                                                 | Tournefort                                    | Festung                    | |      |
| Schloss Piène-Haute Château de Piène-Haute                                              | Breil-sur-Roya                                | Schloss                    | |      |
| Burg Le Piol Château du Piol                                                            | Nizza                                         | Burg                       | Heute verschwunden |      |
| Schloss Les Prés Castel des Prés                                                        | Nizza                                         | Schloss                    | Rue du Dr Albert Balestre |      |
| Schloss Puget-Rostang Château de Puget-Rostang                                          | Puget-Rostang                                 | Schloss                    | |      |
| Schloss Les Quatre-Tours Thorenc Château des Quatre-Tours Thorenc                       | Andon                                         | Schloss                    | |      |
| Schloss La Reine Jeanne Château de la Reine Jeanne (Château de Guillaumes)              | Guillaumes                                    | Schloss                    | Ruine |      |
| Fort La Revère Fort de la Revère                                                        | Èze-sur-mer                                   | Festung (Fort)             | |      |
| Burg Rigaud Château de Rigaud                                                           | Rigaud                                        | Burg                       | Ruine |      |
| Schloss Robert Château Robert                                                           | Cannes oder Antibes                           | Schloss                    | |      |
| Burg Roquebrune Château de Roquebrune-Cap-Martin                                        | Roquebrune-Cap-Martin                         | Burg                       | |      |
| Schloss Roquefort-les-Pins Château de Roquefort-les-Pins                                | Roquefort-les-Pins                            | Schloss                    | Ruine |      |
| Villa Rothschild                                                                        | Cannes                                        | Schloss (Villa)            | 1881–82 errichtet |      |
| Burg Roubion Château de Roubion                                                         | Roubion                                       | Burg                       | Ruine |      |
| Burg Roure Château de Roure                                                             | Roure                                         | Burg                       | Ruine |      |
| Schloss Le Rouret Château du Rouret                                                     | Le Rouret                                     | Schloss                    | Aus der zweiten Hälfte des 17. Jahrhunderts, in Le Vieux-Rouret                                                                    |      |
| Fort Royal de l’île Sainte-Marguerite Fort royal de l'île Sainte-Marguerite             | Sainte-Marguerite                             | Festung                    | |      |
| Schloss Saint-André Château de Saint-André                                              | Saint-André-de-la-Roche                       | Schloss                    | |      |
| Burg Saint-Blaise Château de Saint-Blaise                                               | Saint-Blaise                                  | Burg                       | Ruine |      |
| Zitadelle Saint-Elme Citadelle Saint-Elme                                               | Villefranche-sur-Mer                          | Festung (Zitadelle)        | |      |
| Schloss Saint-Georges Château de Saint-Georges                                          | Grasse                                        | Schloss                    | Ehemaliger Bischofspalast südwestlich der Kathedrale Notre-Dame-du-Puy (Grasse)                                                    |      |
| Burg Saint-Georges Château Saint-Georges                                                | Saorge                                        | Burg                       | Ruine |      |
| Turm Saint-Hospice Tour de Saint-Hospice                                                | Saint-Jean-Cap-Ferrat                         | Burg (Turm)                | War ehemals ein Fort |      |
| Schloss Saint-Jean Château Saint-Jean                                                   | Saint-Jean-Cap-Ferrat                         | Schloss (Herrenhaus)       | |      |
| Burg Saint-Martin Commanderie de Saint-Martin                                           | Vence                                         | Burg                       | Reste der alten Burg |      |
| Turm Saint-Paul-de-Vence Donjon de Saint-Paul-de-Vence                                  | Saint-Paul-de-Vence                           | Burg (Donjon)              | |      |
| Festung Saint-Paul-de-Vence Remparts de Saint-Paul-de-Vence                             | Saint-Paul-de-Vence                           | Festung                    | |      |
| Burg Sainte-Agnès Château de Sainte-Agnès                                               | Sainte-Agnès                                  | Burg                       | Ruine |      |
| Fort Sainte-Agnès Fort de Sainte-Agnès                                                  | Sainte-Agnès                                  | Festung (Fort)             | 1932 als südlichster Punkt der Maginot-Linie erbaut                                                                                |      |
| Schloss Sainte-Hélène Château Sainte-Hélène                                             | Nizza                                         | Schloss                    | |      |
| Schloss Salé Château Salé                                                               | Antibes                                       | Schloss                    | |      |
| Turm Sarrasine Tour Sarrasine                                                           | Cap-d’Ail                                     | Burg (Turm)                | |      |
| Turm Sarrasine Tour Sarrasine                                                           | Grasse                                        | Burg (Turm)                | |      |
| Turm Sarrasine Tour Sarrasine                                                           | Nizza                                         | Burg (Turm)                | |      |
| Schloss Scott Château Scott                                                             | Cannes                                        | Schloss                    | |      |
| Schloss Les Serres Château Les Serres                                                   | Gattières                                     | Schloss                    | |      |
| Burg Sigale Château haut de Sigale                                                      | Sigale                                        | Burg                       | Ruine, im 19. Jahrhundert wurde darauf ein Uhrenturm errichtet                                                                     |      |
| Schloss Soligny Château de Soligny                                                      | Cannes                                        | Schloss                    | |      |
| Alte Brücke von Sospel Vieux Pont de Sospel                                             | Sospel                                        | Burg                       | Befestigte Brücke |      |
| Burg Sospel Château de Sospel                                                           | Sospel                                        | Burg                       | Ruine |      |
| Burg Stella Tour Stella                                                                 | Antibes                                       | Burg (Turm)                | Cap d’Antibes |      |
| Fort Tabourde                                                                           | Tende                                         | Festung (Fort)             | |      |
| Schloss Les Terrasses Château des Terrasses                                             | Cap-d’Ail                                     | Schloss                    | |      |
| Fort La Tête de Chien Fort de la Tête de Chien                                          | La Turbie                                     | Festung (Fort)             | |      |
| Schloss Théoule Château de Théoule                                                      | Théoule-sur-Mer                               | Schloss                    | |      |
| Schloss Thorenc Château Thorenc (Château d'Oxford)                                      | Cannes                                        | Schloss                    | |      |
| Burg Toudon Château de Toudon                                                           | Toudon                                        | Burg                       | Ruine |      |
| Burg Touët-sur-Var Château de Touët-sur-Var                                             | Touët-sur-Var                                 | Burg                       | Ruine |      |
| Schloss La Tour Château de la Tour                                                      | Cannes                                        | Schloss                    | |      |
| Schloss La Tour des Baumettes Château de La Tour des Baumettes                          | Nizza                                         | Schloss                    | |      |
| Schloss La Tour du Mont Boron Château de la Tour du Mont Boron                          | Nizza                                         | Schloss                    | |      |
| Burg Tournefort Château de Tournefort                                                   | Tournefort                                    | Burg                       | Ruine |      |
| Burg Tourrette-Levens Château de Tourrette-Levens                                       | Tourrette-Levens                              | Burg                       | |      |
| Schloss Tourrettes-sur-Loup Château de Tourrettes-sur-Loup                              | Tourrettes-sur-Loup                           | Schloss                    | Heute das Rathaus |      |
| Fort Troglodyte Forteresse troglodyte (Château d'Aiglun)                                | Aiglun                                        | Festung                    | Höhlenfestung |      |
| Fort Troglodyte Forteresse troglodyte de Gourdon                                        | Gourdon                                       | Festung                    | Höhlenfestung |      |
| Festung Les Trois Communes Redoute des Trois communes                                   | Seealpen                                      | Festung                    | |      |
| Schloss Vallauris Château de Vallauris                                                  | Vallauris                                     | Schloss                    | Heute: Nationalmuseum Picasso - Magnelli Museum - Museum der Keramik                                                               |      |
| Schloss Les Vallettes Château des Vallettes                                             | Tourrettes-sur-Loup                           | Schloss                    | |      |
| Schloss Vallombrosa Château Vallombrosa                                                 | Cannes                                        | Schloss                    | 1852 errichtet und 1860 und 1893 erweitert                                                                                         |      |
| Schloss Valrose Château de Valrose                                                      | Nizza                                         | Schloss                    | |      |
| Schloss Vaugrenier Château de Vaugrenier                                                | Villeneuve-Loubet                             | Schloss                    | |      |
| Turm Vecchia Torre Vecchia                                                              | Villefranche-sur-Mer                          | Burg (Turm)                | |      |
| Stadtbefestigung Vence Remparts de Vence                                                | Vence                                         | Burg (Stadtbefestigung)    | |      |
| Palais Venitien                                                                         | Cannes                                        | Schloss (Palais)           | |      |
| Villa Victoria                                                                          | Cannes                                        | Schloss (Villa)            | |      |
| Villa Valetta                                                                           | Cannes                                        | Schloss (Villa)            | Im 19. Jahrhundert errichtet |      |
| Burg Vieux-Séranon Château de Vieux-Séranon                                             | Séranon                                       | Burg                       | Befestigtes Dorf aus dem Mittelalter, nur Ruinen übrig                                                                             |      |
| Schloss Les Villeneuve Château des Villeneuve                                           | Tourrettes-sur-Loup                           | Schloss                    | |      |
| Schloss Villeneuve Château de Villeneuve                                                | Vence                                         | Schloss                    | |      |
| Burg Villeneuve-Loubet Château de Villeneuve-Loubet                                     | Villeneuve-Loubet                             | Burg                       | |      |